# Enantiobuninae
Sous-famille
Les Enantiobuninae sont une sous-famille d'opilions eupnois de la famille des Neopilionidae.

## Distribution
Les espèces de cette sous-famille se rencontrent en Australie, en Nouvelle-Zélande et en Amérique du Sud.

## Liste des genres
Selon World Catalogue of Opiliones (26/06/2025) :
- Accensus Taylor, 2025
- Acihasta Forster, 1948
- Australiscutum Taylor, 2009
- Forsteropsalis Taylor, 2011
- Maikukunui Taylor, 2025
- Mangatangi Taylor, 2013
- Megalopsalis Roewer, 1923
- Monoscutum Forster, 1948
- Neopantopsalis Taylor & Hunt, 2009
- Pakaka Taylor, 2025
- Pantopsalis Simon, 1879
- Puwere Taylor, 2025
- Shelob Taylor, 2025
- Spinicrurellum Taylor, 2025
- Templar Taylor, 2008
- Tercentenarium Taylor, 2011
- Thrasychiroides Soares & Soares, 1947
- Thrasychirus Simon, 1884
- Triascutum Taylor, 2025
- Ungoliant Taylor, 2025

## Systématique et taxinomie
Cette sous-famille a été décrite par Mello-Leitão en 1931.

## Publication originale
- Mello-Leitão, 1931 : « Nota sobre arachnideos argentinos. III. Opiliões novos ou críticos. IV. Aranhas novas. » Annaes da Academia Brasileira de Sciencias, vol. 3, p. 83–97.